# Fórmula de Larmor

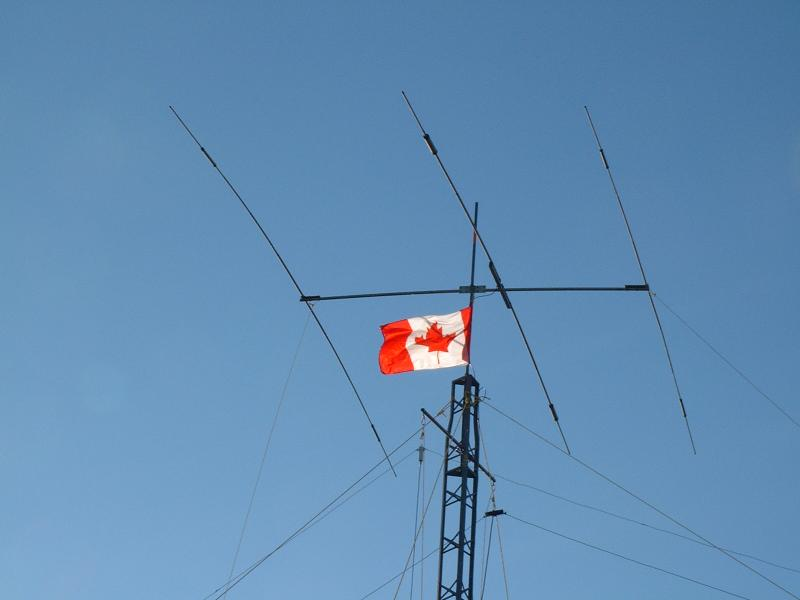
Una antena Yagi-Uda. Les ones de ràdio es poden irradiar des d'una antena accelerant electrons a l'antena. Aquest és un procés coherent, de manera que la potència total radiada és proporcional al quadrat del nombre d'electrons que s'acceleren.

En electrodinàmica, la fórmula de Larmor s'utilitza per calcular la potència total irradiada per una càrrega puntual no relativista a mesura que s'accelera. Va ser derivat per primera vegada per JJ Larmor el 1897, en el context de la teoria ondulatòria de la llum.
Quan qualsevol partícula carregada (com un electró, un protó o un ió) accelera, l'energia s'irradia en forma d'ones electromagnètiques. Per a una partícula la velocitat de la qual és petita amb relació a la velocitat de la llum (és a dir, no relativista), la potència total que irradia la partícula (quan es considera com una càrrega puntual) es pot calcular mitjançant la fórmula de Larmor:

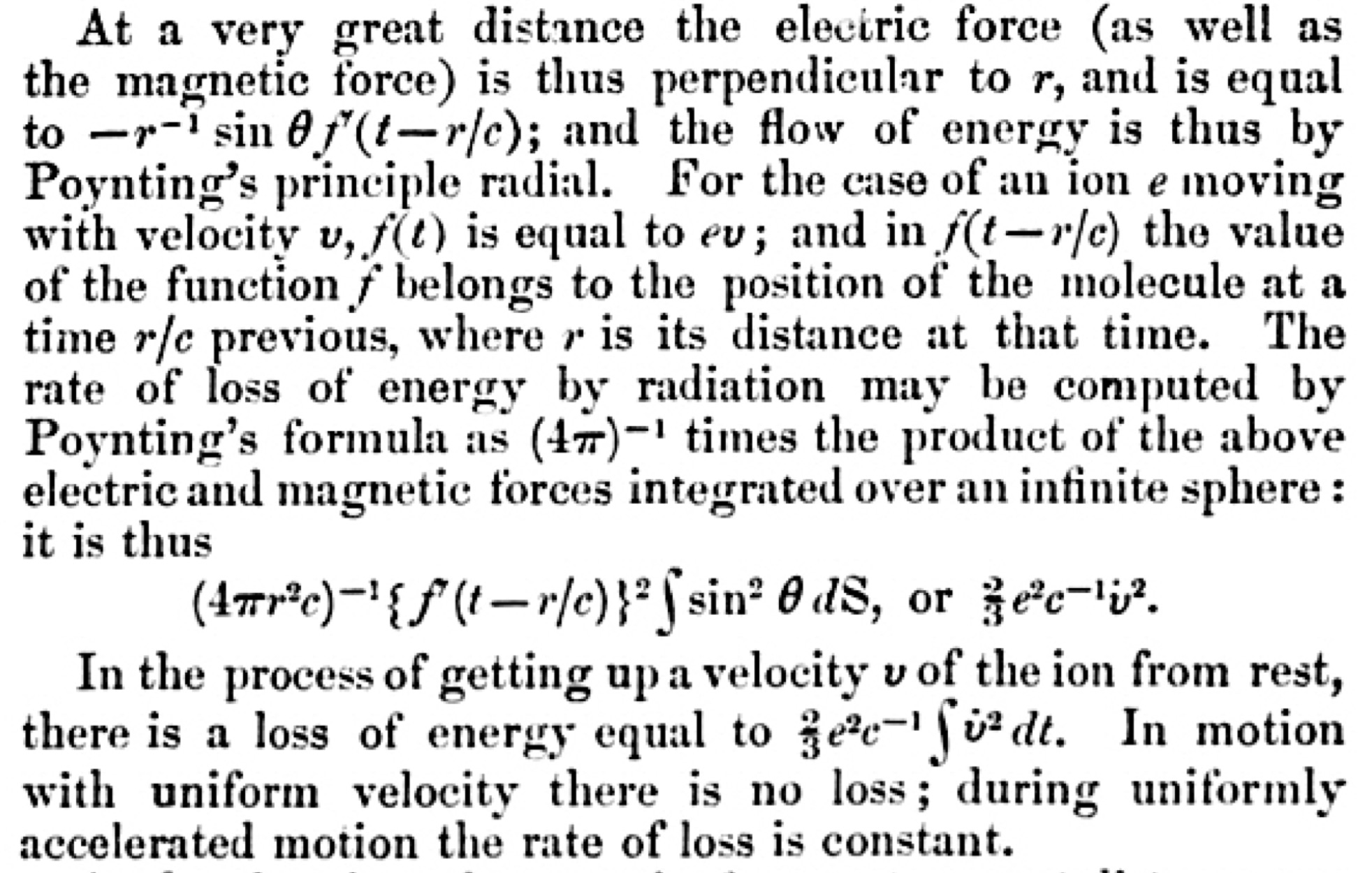
Fórmula de Larmor el 1897

{\displaystyle P={\frac {2}{3}}{\frac {q^{2}}{4\pi \varepsilon _{0}c}}\left({\frac {\dot {v}}{c}}\right)^{2}={2 \over 3}{\frac {q^{2}a^{2}}{4\pi \varepsilon _{0}c^{3}}}={\frac {q^{2}a^{2}}{6\pi \varepsilon _{0}c^{3}}}=\mu _{0}{\frac {q^{2}a^{2}}{6\pi c}}{\text{ (SI units)}}}{\displaystyle P={\frac {2}{3}}{\frac {q^{2}a^{2}}{c^{3}}}{\text{ (cgs units)}}}on {\displaystyle {\dot {v}}} o {\displaystyle a} és l'acceleració adequada, {\displaystyle q} és el càrrec, i {\displaystyle c} és la velocitat de la llum. Una generalització relativista ve donada pels potencials de Liénard-Wiechert.
En qualsevol dels sistemes d'unitats, la potència radiada per un sol electró es pot expressar en termes de radi d'electrons clàssics i massa d'electrons com:{\displaystyle P={\frac {2}{3}}{\frac {m_{e}r_{e}a^{2}}{c}}}Una implicació és que un electró que orbita al voltant d'un nucli, com en el model de Bohr, hauria de perdre energia, caure al nucli i l'àtom hauria d'ensorrar-se. Aquest trencaclosques no es va resoldre fins que es va introduir la teoria quàntica.

## Derivació

### Derivació 1: Enfocament matemàtic (utilitzant unitats CGS)
Primer hem de trobar la forma dels camps elèctric i magnètic. Els camps es poden escriure (per a una derivació més completa vegeu potencial de Liénard-Wiechert){\displaystyle \mathbf {E} (\mathbf {r} ,t)=q\left({\frac {\mathbf {n} -{\boldsymbol {\beta }}}{\gamma ^{2}(1-{\boldsymbol {\beta }}\cdot \mathbf {n} )^{3}R^{2}}}\right)_{\text{ret}}+{\frac {q}{c}}\left({\frac {\mathbf {n} \times [(\mathbf {n} -{\boldsymbol {\beta }})\times {\dot {\boldsymbol {\beta }}}]}{(1-{\boldsymbol {\beta }}\cdot \mathbf {n} )^{3}R}}\right)_{\text{ret}}}i
{\displaystyle \mathbf {B} =\mathbf {n} \times \mathbf {E} ,}on {\displaystyle {\boldsymbol {\beta }}} és la velocitat de la càrrega dividida per {\displaystyle c}, {\displaystyle {\dot {\boldsymbol {\beta }}}} és l'acceleració de la càrrega dividida per c, {\displaystyle \mathbf {n} } és un vector unitari en el {\displaystyle \mathbf {r} -\mathbf {r} _{0}} direcció, {\displaystyle R} és la magnitud de {\displaystyle \mathbf {r} -\mathbf {r} _{0}}, {\displaystyle \mathbf {r} _{0}} és la ubicació del càrrec i {\displaystyle \gamma =(1-\beta ^{2})^{-1/2}}. Els termes de la dreta s'avaluen en el moment retardat {\displaystyle t_{\text{r}}=t-R/c}.
Generalització relativista
Forma covariant
Escrita en termes d'impuls, p, la fórmula de Larmor no relativista és (en unitats CGS){\displaystyle P={\frac {2}{3}}{\frac {q^{2}}{m^{2}c^{3}}}|{\dot {\mathbf {p} }}|^{2}.}Es pot demostrar que la potència P és invariant de Lorentz. Per tant, qualsevol generalització relativista de la fórmula de Larmor ha de relacionar P amb alguna altra quantitat invariant de Lorentz. La quantitat {\displaystyle |{\dot {\mathbf {p} }}|^{2}} que apareix a la fórmula no relativista suggereix que la fórmula relativistament correcta hauria d'incloure l'escalar de Lorentz que es troba prenent el producte interior de l'acceleració de quatre aμ = dpμ/dτ amb si mateix [aquí pμ = (γmc, γmv) és el quatre-impuls.